# Jared Shumate
Jared Shumate (* 6. März 1999 in Atlanta, Georgia) ist ein ehemaliger US-amerikanischer Nordischer Kombinierer.

## Werdegang
Shumate, der für den Park City Nordic Ski Club startet, gab sein internationales Debüt als Sechzehnjähriger am 13. Februar 2016 in der Ramsau im Continental Cup. Kurz darauf war er Teilnehmer an den Nordischen Junioren-Skiweltmeisterschaften 2016 in Râșnov, wo er in beiden Einzelbewerben nur die hinteren Ränge sowie mit dem Team den sechsten Platz erreichte. Seinen ersten Continental-Cup-Punkt gewann er zum Auftakt in die Saison 2017/18 in Steamboat Springs. Im restlichen Saisonverlauf verpasste er hingegen die Punkteränge und auch bei den Nordischen Junioren-Skiweltmeisterschaften 2018 in Kandersteg konnte er die Top 30 nicht erreichen.
Im Dezember 2018 startete Shumate mit den Plätzen 7 und 6 in Steamboat Springs im Continental-Cup in die Saison, womit er sich deutlich formverbessert zeigte. Anfang Januar debütierte er daher auch in Otepää im Weltcup, konnte allerdings keine Punkte gewinnen. Seine besseren Leistungen fanden ihren Ausdruck auch in deutlich besseren Ergebnissen bei den Nordischen Junioren-Skiweltmeisterschaften 2019 in Lahti, wo er nach Rang 20 im Sprint und dem zehnten Rang mit der Staffel Neunter im Gundersen Einzel wurde. Nach weiteren punktreichen Auftritten im Continental Cup wurde er ins Aufgebot zur Nordischen Skiweltmeisterschaften 2019 in Seefeld berufen. Dort wurde er im Einzel lediglich beim Wettkampf von der Normalschanze eingesetzt, den er auf Rang 45 beendete. Gemeinsam mit Taylor Fletcher, Grant Andrews und Ben Loomis belegte er zudem mit dem Team den zehnten Platz.
Im Winter 2019/20 startete Shumate zunächst im Continental Cup, wo er regelmäßig die Punkterängen erreichte. Damit die Vereinigten Staaten am Staffelwettbewerb in Oberstdorf teilnehmen konnten, wurde er Ende Januar 2020 wieder ins Weltcup-Team berufen. Gemeinsam mit Jasper Good, Taylor Fletcher und Ben Loomis belegte er dabei den achten Platz mit sieben Minuten Rückstand auf die siegreichen Norweger. Tags darauf erzielte er mit dem 39. Platz im Einzel sein erstes Resultat unter den Top 40, blieb aber weiterhin punktlos. Zu Beginn der Saison 2020/21 nahm er wie im Vorjahr am Auftaktwochenende des Continental Cups in Park City teil, wo er nach einer Disqualifikation am ersten Wettkampftag zweimal in die Top 20 lief. Anfang Januar bereitete er sich im Rahmen des Deutschlandpokals auf weitere Einsätze vor und kam dabei gegen den deutschen B-Kader sowie seine Landsmänner zu zwei Podestplätzen. An den Continental-Cup-Wochenenden in Klingenthal und Eisenerz erreichte er bei fünf von sechs Wettbewerben die Punkteränge, wobei er im Langlauf mitunter auch zu den besten Zehn gehörte. Diese Laufstärke kam ihm am ersten Februarwochenende in Lahti zugute, als er in einem engen Feld nach dem Springen mit der zweitbesten Laufleistung vom 29. Platz auf den dritten Rang vorlief und so seine erste Podestplatzierung im Continental Cup feierte. Wenige Wochen später war Shumate Teil des US-amerikanischen Aufgebots bei den Nordischen Skiweltmeisterschaften 2021 in Oberstdorf, wo er bei drei der vier Wettkämpfe zum Einsatz kam. So belegte er in den Wettbewerben von der Normalschanze den 37. Platz im Gundersen Einzel sowie gemeinsam mit Taylor Fletcher, Niklas Malacinski und Ben Loomis den neunten Rang im Team. In der zweiten WM-Woche erreichte er Rang 35 im Gundersen-Wettbewerb von der Großschanze. Zum Saisonabschluss nahm er am Continental-Cup-Wochenende in Nischni Tagil teil und erreichte dabei an allen drei Wettkampftagen die Top 15. In der Gesamtwertung nahm er den 20. Platz ein.
Zu Beginn der Saison 2021/22 ging Shumate im Continental Cup an den Start. Shumate zeigte sich dabei besonders im Sprunglauf formverbessert. Am ersten Weltcup-Wochenende im Januar 2022 stand er schließlich im Aufgebot der Vereinigten Staaten. Gemeinsam mit Taylor Fletcher, Alexa Brabec und Annika Malacinski war er Teil der US-Mixed-Staffel, die beim historisch ersten Mixed-Team-Wettbewerb im Weltcup den sechsten Rang in Val di Fiemme erreichte. Tags darauf lief Shumate im Gundersen Einzel auf den 25. Platz und gewann somit die ersten Weltcup-Punkte seiner Karriere. Bei den Olympischen Winterspielen 2022 in Peking belegte Shumate beim Gundersen Einzel von der Normalschanze den 19. Platz, von der Großschanze den 17. Platz sowie in der Staffel den sechsten Rang. Im Oktober 2022 gewann Shumate in Lake Placid seinen ersten nationalen Meistertitel.
Shumate beendete im April 2023 seine Karriere.

## Privates
Shumate wuchs in Park City auf. Er studiert Geographie und Umweltwissenschaften an der University of Utah und verbindet dies mit dem Wunsch, Teil im Kampf gegen die globale Erwärmung zu sein. Er war Teil der Army National Guard.

## Statistik

### Platzierungen bei Weltmeisterschaften
| Jahr und Ort    | Wettbewerb   | Wettbewerb   | Wettbewerb | Wettbewerb |
| Jahr und Ort    | Gundersen NS | Gundersen GS | Team       | Teamsprint |
| --------------- | ------------ | ------------ | ---------- | ---------- |
| 2019 Seefeld    | 45.          | –            | 10.        | –          |
| 2021 Oberstdorf | 37.          | 35.          | 09.        | –          |
| 2023 Planica    | 37.          | 40.          | 08.        | –          |

### Weltcup-Platzierungen
| Saison  | Platz | Punkte |
| ------- | ----- | ------ |
| 2021/22 | 048.  | 011    |
| 2022/23 | 048.  | 016    |

### Grand-Prix-Platzierungen
| Saison | Platz | Punkte |
| ------ | ----- | ------ |
| 2021   | 051.  | 002    |
| 2022   | 024.  | 042    |

### Continental-Cup-Platzierungen
| Saison  | Platz | Punkte |
| ------- | ----- | ------ |
| 2017/18 | 110.  | 001    |
| 2018/19 | 021.  | 183    |
| 2019/20 | 021.  | 178    |
| 2020/21 | 020.  | 205    |
| 2021/22 | 019.  | 244    |